# Vaca Muerta
Vaca Muerta è un meteorite ferro-roccioso,in particolare si tratta di una mesosiderite, che è stato rinvenuto nel deserto di Atacama in Cile. Per la sua diffusione tra i collezionisti si tratta di uno dei più classici esempi di mesosiderite.

## Storia
In base ad analisi al radiocarbonio si è stimata la caduta di questo meteorite nel deserto di Atacama risalente a circa 3500 anni fa (±1500 anni). Fu scoperto nel 1861 da dei prospettori in cerca di minerali sfruttabili che scambiarono le inclusioni metalliche per argento e pensarono di aver trovato un giacimento di questo metallo. Analisi successive chiarinono che si trattava di una lega di ferro e nickel e che la natura di questi campioni era meteoritica. Dimenticato per più di 100 anni, il luogo esatto del ritrovamento di questo meteorite fu riscoperto da Edmundo Martinez nel 1985.

## Frammenti
Sparsi in una vasta area di circa 20 km² nei pressi del letto asciutto del fiume Quebrada Vaca Muerta, da cui il nome, furono trovati numerosi frammenti per una massa totale di circa 3800 kg.

## Classificazione e caratteristiche
È classificata ufficialmente come una mesosiderite-A1.